# 张颖 (足球运动员)
张颖（1985年6月27日—），出生于上海，中国足球运动员，中国国家女子足球队成员。曾随国家队参加2004年雅典奥运会和2008年北京奥运会。后进入娱乐圈，曾担任编剧王丽萍的助理。